# (4827) Dares
(4827) Dares (1988 QE) – planetoida z grupy trojańczyków okrążająca Słońce w ciągu 11,59 lat w średniej odległości 5,12 j.a. Odkryta 17 sierpnia 1988 roku.